# Valvata winnebagoensis
Valvata winnebagoensis är en snäckart som beskrevs av F. C. Baker 1928. Valvata winnebagoensis ingår i släktet Valvata och familjen kamgälsnäckor. Inga underarter finns listade i Catalogue of Life.